# بوندوستووو
بوندوستووو (به لهستانی:  Błędostowo) یک روستا در لهستان است که در گمینا ویننگتسا واقع شده‌است.